# Thourie
Thourie est une commune française située dans le département d'Ille-et-Vilaine, en région Bretagne, peuplée de 857 habitants.

## Géographie

### Localisation
Thourie est situé à une demi-heure de Rennes, à l'est de l'Ille-et-Vilaine, en Bretagne.

### Communes limitrophes
|                       | La Couyère                   | Coësmes                  |
| Lalleu                | Thourie                      | Martigné-Ferchaud        |
| Ercé-en-Lamée Teillay | Soulvache (Loire-Atlantique) | Fercé (Loire-Atlantique) |

### Hydrographie
Pour un article plus général, voir Réseau hydrographique d'Ille-et-Vilaine.
La commune est située dans le bassin Loire-Bretagne. Elle est drainée par le Semnon, la Fontaine Courge, le Couyère, le Gadouilles, le ruisseau de Gratte-au-loup,,.
Le Semnon, d'une longueur de 73 km, prend sa source dans la commune de Saint-Erblon et se jette  dans la Vilaine à Saint-Senoux, après avoir traversé 20 communes. 

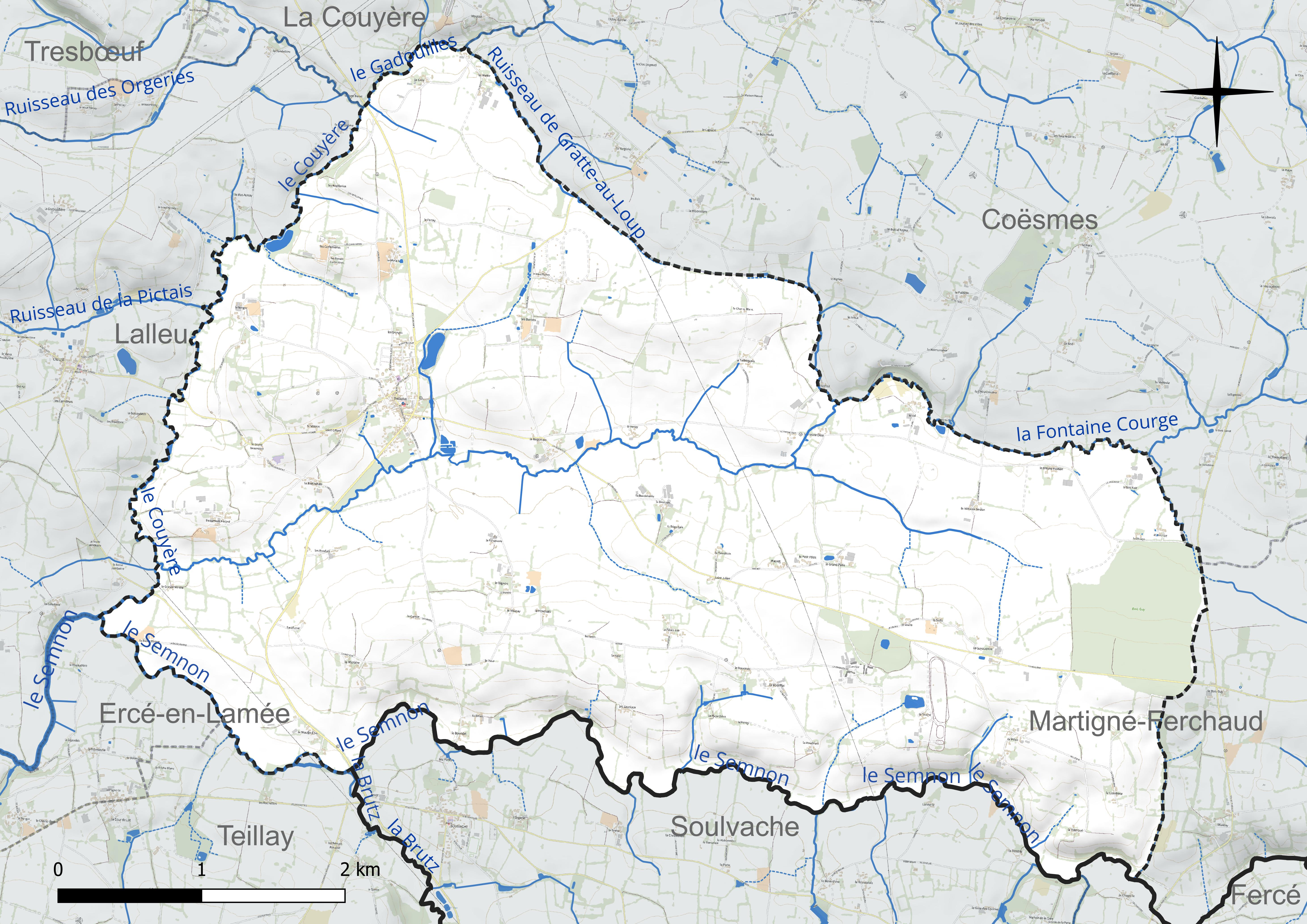
Réseau hydrographique de Thourie.

La Fontaine Courge, d'une longueur de 12 km, prend sa source dans la commune de Martigné-Ferchaud et se jette  dans le Couyère sur la commune, après avoir traversé trois communes. 
Le Couyère, d'une longueur de 14 km, prend sa source dans la commune de Janzé et se jette  dans le Semnon sur la commune, après avoir traversé cinq communes. 
Le Gadouilles, d'une longueur de 12 km, prend sa source dans la commune de Martigné-Ferchaud et se jette  dans le Couyère à La Couyère, après avoir traversé cinq communes. 

### Climat
Pour des articles plus généraux, voir Climat de la Bretagne et Climat d'Ille-et-Vilaine.
En 2010, le climat de la commune est de type climat océanique altéré, selon une étude du CNRS s'appuyant sur une série de données couvrant la période 1971-2000. En 2020, Météo-France publie une typologie des climats de la France métropolitaine dans laquelle la commune est exposée à un climat océanique et est dans la région climatique  Bretagne orientale et méridionale, Pays nantais, Vendée, caractérisée par une faible pluviométrie en été et une bonne insolation. Parallèlement l'observatoire de l'environnement en Bretagne publie en 2020 un zonage climatique de la région Bretagne, s'appuyant sur des données de Météo-France de 2009. La commune est, selon ce zonage, dans la zone « Sud Est », avec des étés relativement chauds et ensoleillés.  
Pour la période 1971-2000, la température annuelle moyenne est de 11,6 °C, avec une amplitude thermique annuelle de 13,2 °C. Le cumul annuel moyen de précipitations est de 735 mm, avec 12 jours de précipitations en janvier et 6,4 jours en juillet. Pour la période 1991-2020, la température moyenne annuelle observée sur la station météorologique la plus proche, située sur la commune d'Arbrissel à 15 km à vol d'oiseau, est de 12,1 °C et le cumul annuel moyen de précipitations est de 718,7 mm,. Pour l'avenir, les paramètres climatiques de la commune estimés pour 2050 selon différents scénarios d'émission de gaz à effet de serre sont consultables sur un site dédié publié par Météo-France en novembre 2022.

## Urbanisme

### Typologie
Au 1er janvier 2024, Thourie est catégorisée commune rurale à habitat très dispersé, selon la nouvelle grille communale de densité à sept niveaux définie par l'Insee en 2022.
Elle est située hors unité urbaine. Par ailleurs la commune fait partie de l'aire d'attraction de Rennes, dont elle est une commune de la couronne,. Cette aire, qui regroupe 183 communes, est catégorisée dans les aires de 700 000 habitants ou plus (hors Paris),.

### Occupation des sols
L'occupation des sols de la commune, telle qu'elle ressort de la base de données européenne d'occupation biophysique des sols Corine Land Cover (CLC), est marquée par l'importance des territoires agricoles (94,6 % en 2018), une proportion sensiblement équivalente à celle de 1990 (94,5 %). La répartition détaillée en 2018 est la suivante : 
terres arables (49,9 %), zones agricoles hétérogènes (22,4 %), prairies (22,3 %), forêts (3 %), zones urbanisées (1,2 %), espaces verts artificialisés, non agricoles (1,2 %). L'évolution de l'occupation des sols de la commune et de ses infrastructures peut être observée sur les différentes représentations cartographiques du territoire : la carte de Cassini (XVIIIe siècle), la carte d'état-major (1820-1866) et les cartes ou photos aériennes de l'IGN pour la période actuelle (1950 à aujourd'hui).

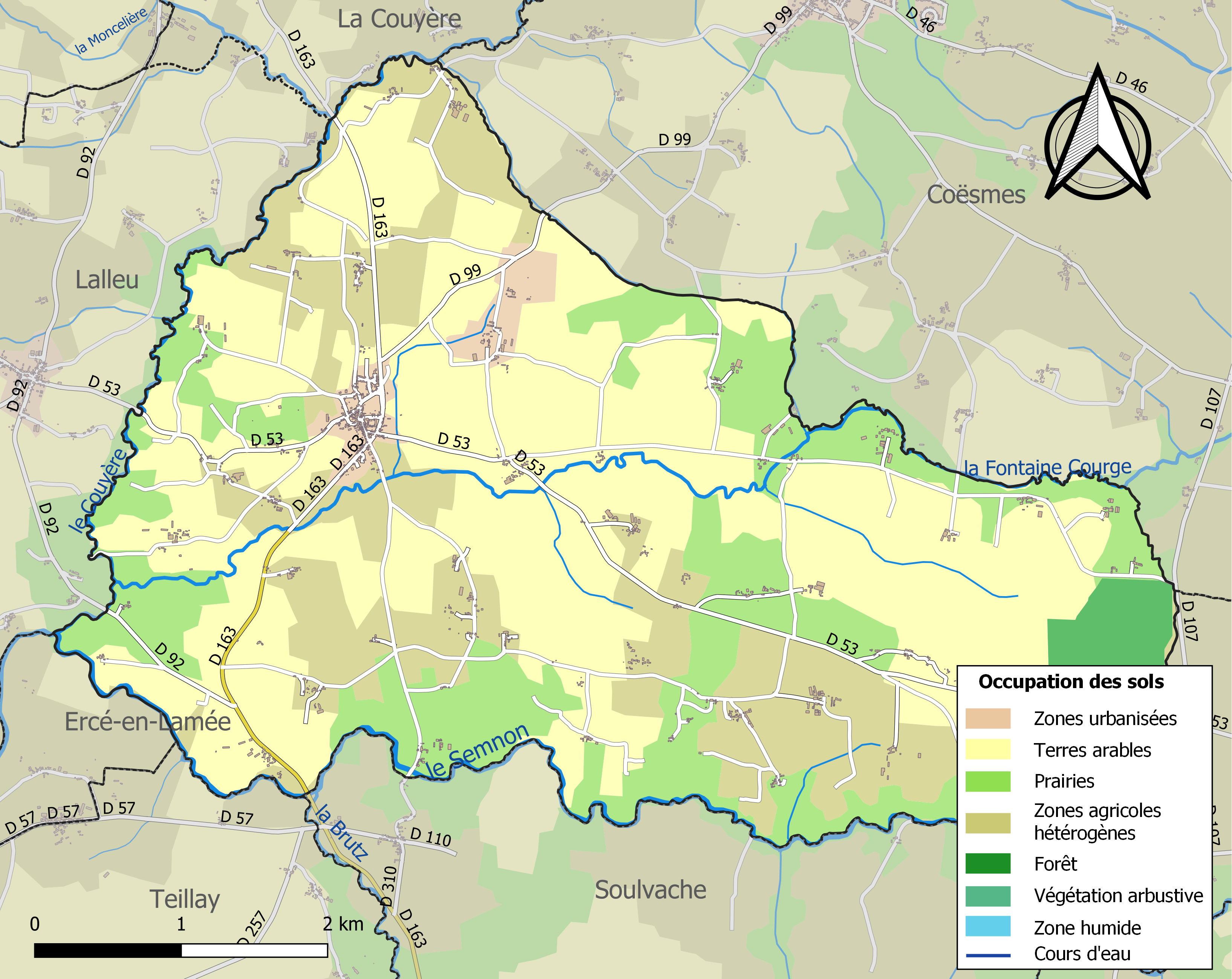
Carte des infrastructures et de l'occupation des sols de la commune en 2018 (CLC).

## Toponymie
Le nom de la localité est attesté sous les formes Condita Turricensis au IXe siècle, ecclesia Turrich en 845, ecclesia de Turis en 1516.
Thourie vient, semble-t-il, du latin turricula (« petite tour »).

## Histoire
Thourie est un territoire des Marches de Bretagne situé à 18 km de Châteaubriant et à 35 km de Rennes.
Thourie est cité dès 845 dans un acte du cartulaire de l'abbaye Saint-Sauveur de Redon sous le nom de Condita Turricense. Un certain Raginbaldus fait donation à l'abbaye Saint-Sauveur de Redon du domaine de Munera, dont on ne sait si cela signifie « la Minière ». La paroisse de Thourie dépendait autrefois de l'ancien évêché de Rennes.
Du XIe siècle jusqu'à la fin du XVe siècle, la seigneurie de Thourie relevait de la châtellenie de Rougé (aujourd'hui en Loire-Atlantique). Par succession, la seigneurie de Thourie échoit à François de Laval, baron de Châteaubriant, puis en 1539 à Anne de Montmorency, oncle de l'amiral de Coligny, et enfin aux princes de Condé jusqu'à la Révolution.

## Politique et administration

### Liste des maires
| Période                                  | Période   | Identité       | Étiquette | Qualité                                     |
| ---------------------------------------- | --------- | -------------- | --------- | ------------------------------------------- |
| Les données manquantes sont à compléter. |           |                |           |                                             |
| ?                                        | juin 1925 | Auguste Pavie  |           | Explorateur et diplomate Décédé en fonction |
|                                          |           |                |           |                                             |
| 1947                                     | mars 1989 | Henri Verron   |           | Retraité                                    |
| mars 1989                                | mars 2008 | Bernard Guérif | DVD       | Cadre technico-commercial                   |
| mars 2008                                | En cours  | Daniel Bordier | DVD-LR    | Formateur technique retraité                |

### Jumelages
Avec les huit autres communes du canton de Retiers, aujourd'hui supprimé, Thourie est jumelée avec :
- Mieścisko (Pologne) depuis mars 1998

## Population et société

### Démographie
L'évolution du nombre d'habitants est connue à travers les recensements de la population effectués dans la commune depuis 1793. Pour les communes de moins de 10 000 habitants, une enquête de recensement portant sur toute la population est réalisée tous les cinq ans, les populations de référence des années intermédiaires étant quant à elles estimées par interpolation ou extrapolation. Pour la commune, le premier recensement exhaustif entrant dans le cadre du nouveau dispositif a été réalisé en 2005.

En 2022, la commune comptait 857 habitants, en évolution de +9,03 % par rapport à 2016 (Ille-et-Vilaine : +5,46 %, France hors Mayotte : +2,11 %).
| 1793  | 1800 | 1806 | 1821  | 1831  | 1836  | 1841  | 1846  | 1851  |
| ----- | ---- | ---- | ----- | ----- | ----- | ----- | ----- | ----- |
| 1 060 | 939  | 958  | 1 125 | 1 047 | 1 217 | 1 123 | 1 200 | 1 304 |

| 1856  | 1861  | 1866  | 1872  | 1876  | 1881  | 1886  | 1891  | 1896  |
| ----- | ----- | ----- | ----- | ----- | ----- | ----- | ----- | ----- |
| 1 212 | 1 282 | 1 315 | 1 368 | 1 349 | 1 354 | 1 352 | 1 302 | 1 314 |

| 1901  | 1906  | 1911  | 1921  | 1926  | 1931 | 1936  | 1946  | 1954 |
| ----- | ----- | ----- | ----- | ----- | ---- | ----- | ----- | ---- |
| 1 226 | 1 160 | 1 102 | 1 004 | 1 012 | 992  | 1 014 | 1 009 | 969  |

| 1962 | 1968 | 1975 | 1982 | 1990 | 1999 | 2005 | 2006 | 2010 |
| ---- | ---- | ---- | ---- | ---- | ---- | ---- | ---- | ---- |
| 913  | 828  | 690  | 591  | 501  | 526  | 646  | 660  | 707  |

| 2015 | 2020 | 2022 | - | - | - | - | - | - |
| ---- | ---- | ---- | - | - | - | - | - | - |
| 783  | 854  | 857  | - | - | - | - | - | - |

## Culture locale et patrimoine

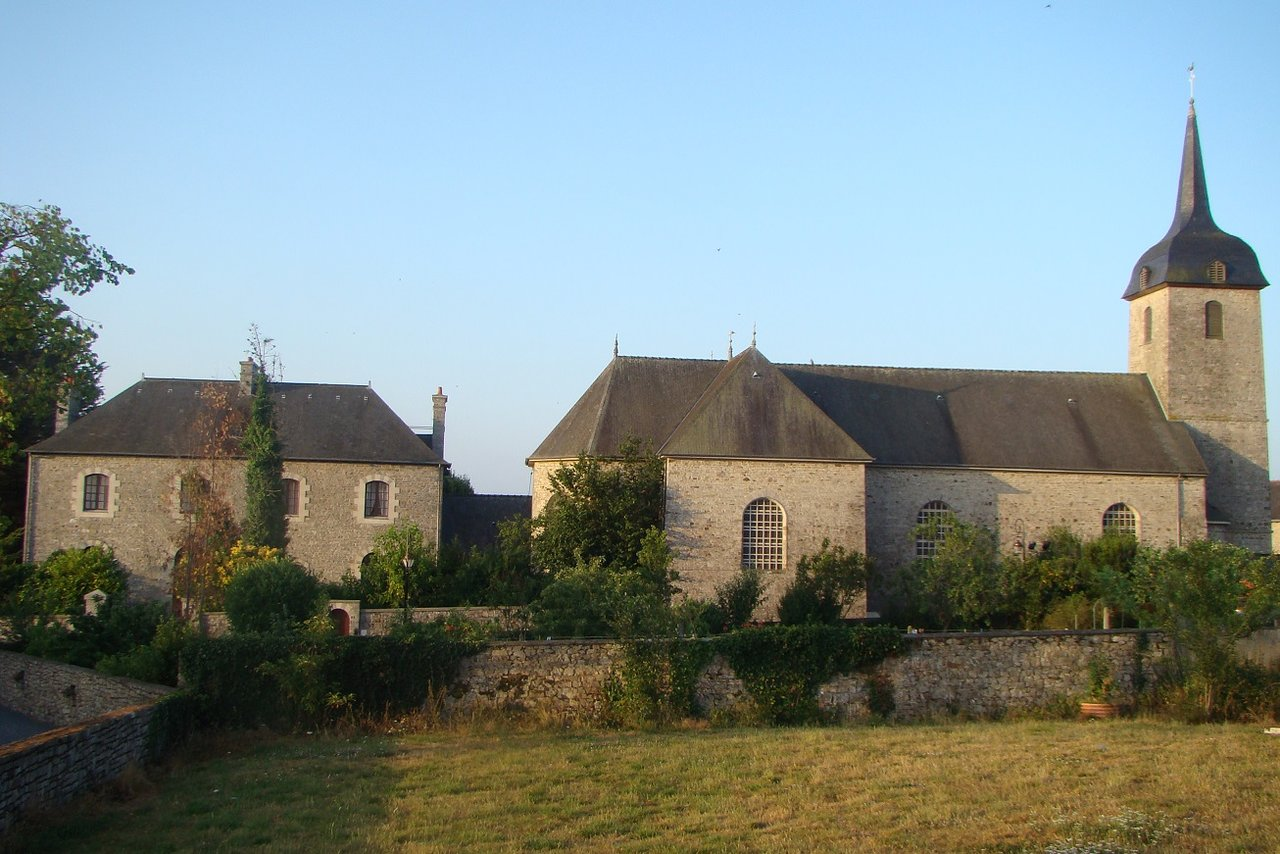
L'église Saint-Barthélemy.

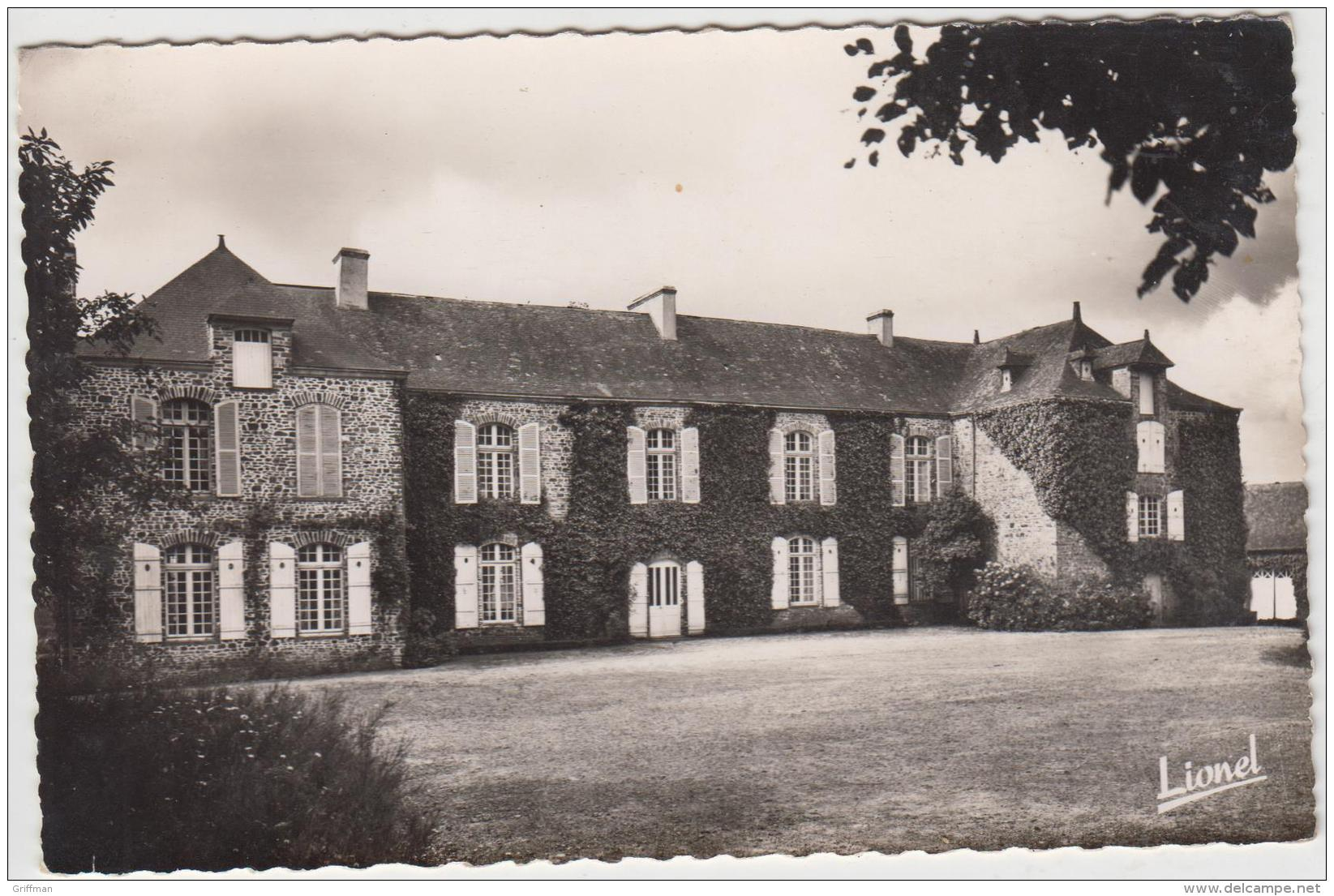
Le château de la Raimbaudière.

### Lieux et monuments
- Émetteur de Thourie.
- Château de la Raimbaudière.

### Personnalités liées à la commune
- Joseph Havard (1790-1838), missionnaire et prélat catholique, y est né.
- Auguste Pavie (1847-1925), explorateur et diplomate français y est mort.